# かしまし娘
かしまし娘（かしましむすめ）は、元松竹芸能所属の姉妹音曲漫才トリオ。
道頓堀角座がホームグラウンドで、松竹芸能の看板芸人だった。グループの名付け親は当時北野劇場の支配人だった角倉節朗（後の関西テレビ編成局長）。最初はカタカナ表記のカシマシ娘だったが、北野劇場が間違えて看板をひらがなで書いてしまい、この方が語感が良いとそのままになった。
漫才トリオとしてのかしまし娘は1981年を最後に休止し、現在は各々ピン・タレント・女優として活動しているが、不定期に喜劇の舞台公演を行ったり、テレビ番組やCMなどで3人揃って出演することがあり、ユニットとしては2024年に歌江が亡くなるまで健在であった。
2018年には第21回上方演芸の殿堂入りが決まった。

## メンバー
元は四人姉妹。花江の2歳年下の四女・利子は生まれながらにして病気がちで足が不自由であったためにメンバー入りせず、芸人にもならなかった。父親が旅回り一座の座長だったため、出生地は全て異なる。また母親は四女・利子が生まれてから産後の肥立ちが悪く、肺と心臓の結核で入退院を繰り返し、1945年2月14日に亡くなった。三姉妹ともに大阪府吹田市在住。歩いて2分以内という近所にそれぞれ邸宅を構えていたが、歌江は晩年箕面市のマンションに移っていた。
正司歌江（しょうじ うたえ、1929年8月13日 - 2024年1月19日（94歳没））
（三味線）長女、北海道歌志内市生まれ。本名は平井歌江。
若手の頃、大阪のことが右も左もわからなかった時期にミスワカナに食事に誘ってもらったり、一緒に銭湯に行ったりと世話になった。芸の素質を見込まれ弟子に誘われもしたが、親から貰った大事な正司歌江の名を捨てるのが嫌だったため辞退した。また、「ワカナ先生のところへ行くと先生以上にえらくなられへん」と言って断ったという。
かしまし娘休止後は他のプロダクションに所属していたが、2007年に当時の所属事務所アクターズプロモーションが倒産し、同年6月に松竹社長との会談で21年ぶりに松竹芸能復帰。2007年に客演したWAHAHA本舗に、2009年5月1日より正式入団。息子は『欽ちゃんの仮装大賞』などを手がけるプロデューサーの平井秀和。
2022年頃より体調を崩し療養していたが、2024年1月19日、老衰のため大阪府内の自宅で死去した。
正司照枝（しょうじ てるえ、1933年3月15日 - 2024年7月8日（91歳没））
（リズムギター）次女、北海道小樽市生まれ。本名は正司照江。
さち子プロ→石井光三オフィス→SHUプロモーション所属。かしまし娘活動休止となった1981年、それまでの正司照江から正司照恵へ改名し、松竹新喜劇に参加。1987年に退団・芸名も現在のものとする。テレビ番組に出た衣装は二度と着ないようにしている。若い頃は諸先輩（ミスワカナ等）から口酸っぱく衣装を大事にしろと言われてきたがお金がなく、衣装（着物）を私服にしていた。足袋が破れても縫って使用していたこともあったという。悪声をネタにされ、ソロで歌わせてもらえない。息子の正司宏行は石井光三オフィス取締役→SHUプロモーション代表取締役社長で、磯野貴理子の元マネージャー・元夫。またエリック・クラプトンのファンであり来日時には必ずコンサートに行っていた。
2024年7月8日、急性心臓死のため大阪府の自宅にて91歳で死去した。
正司花江（しょうじ はなえ、1936年5月4日（89歳））
（リードギター）三女、秋田県秋田市生まれ。本名は月村花江。
さち子プロ→石井光三オフィス→SHUプロモーション所属。かしまし娘休止後は女優・タレントとして活動のほか、司会なども行う。終戦は樺太（サハリン）で迎えている。ドサ回りで育ったため、方言がおかしく朝日放送専属時代に番組プロデューサーから嗜められた。後に別のプロデューサーと結婚。駒ひかる（OSKの男役スター、後の三代目桂米朝夫人）のファン。

## 来歴
父は尺八吹きから安来節を歌うなど多芸であった、母は出雲高子という芸名の追分唄いで、一家で旅回りの一座を組んでいた。三人とも3歳で初舞台を踏まされる（2023年で芸歴91年、87年、84年になる）。歌江は座員だった都上英二に漫才を仕込まれた。1941年頃、歌江・照江が名古屋の寄席に出ていたころ神戸の岡田芸能社のスカウト新興キネマ演芸部の手見せに呼ばれ晴れて所属になり「天才少女姉妹漫才コンビ」として売り出される、幼い花江は別の一座に預けられ、少女歌手として旅回りしていた。
1948年、歌江がヒロポン中毒のため転地療養、その後かつて巡業した先の興行主のつてを頼り富山に向かったため、旅回り一座に残っていた花江を呼び戻し、照枝・花江で新コンビ結成。兄貴分の夢路いとし・喜味こいしらから指導を受け、戎橋松竹や名古屋の富士劇場などで歌謡漫才をしていたが、照枝が結核で入院、花江は東京に出ていた横山ホットブラザーズの世話になる。歌江は母と組んだり、別に紹介された素人同然の男性や巴家寅の子（のちの今喜多代）、東文章らと組む。

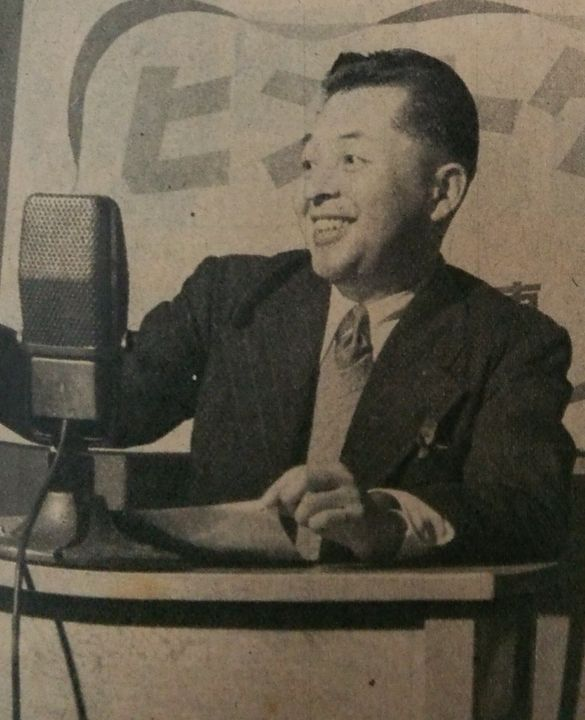
グループの名付け親
角倉節朗（1952年）

1956年、勝忠男（戎橋松竹支配人兼新生プロダクション社長。後に松竹芸能を創業）の取り成しで歌江が元に直り、三姉妹で「カシマシ娘」を結成。8月31日に南街劇場のストリップの幕間でデビューする。歌謡曲・浪曲・民謡・小唄・長唄を一通りこなせる器用さと、若手三姉妹トリオは他にないこと、実力者・勝の後押しを受けたこと、民放テレビ局の勃興期に当ったことで、どん底から一転して人気者になる。1958年6月に、松竹芸能所属タレント第1号となる。
1959年、朝日放送と民放専属出演契約を結ぶ（1965年まで）。
1965年7月に中座で結成10周年記念公演を開催した。1966年には上方漫才大賞を受賞
1981年、結成25周年を期にグループ活動を休止した。これは、1970年代後半以降の低迷に、トリオの生みの親で育ての親でもある勝忠男が「もうええやろ」と三人に通告したためである。歌江はこの時悩みに悩み、高野山の住職に相談し得度を受け法名「平井秀明」の名をもらい休止を決意した。結果、各々ピンになる。歌江は舞台や講演、照枝は松竹新喜劇に6年間客演し藤山寛美の厳しい稽古に耐え、花江は司会などしていた。
2005年、結成50周年の前祝で、上方お笑い大賞審査員特別賞を受賞。記念公演もおこなう。
その後、小規模ながら活動を再開し、座長公演の傍ら時折テレビ出演等もしているが、テーマソングはカラオケを用い、楽器を持たず専ら漫談を披露している。
2017年2月3日、結成60周年を過ぎ、『徹子の部屋』で久々に3人揃って出演した。
2018年1月20日、大阪・道頓堀角座で34年ぶりに3人が舞台出演をした。
2024年1月19日、長女の歌江が老衰により94歳で死去。同年7月8日に次女の照枝が急性心臓死により91歳で死去。

## 芸風
ギターと三味線を弾き、流行歌や浪曲を取り入れた音曲漫才。「〽ウチら陽気なかしまし娘 誰が言ったか知らないが 女三人寄ったら 姦しいとは愉快だね。ベリーグッド ベリーグッド お笑い お喋り ミュージック 明るく歌って ナイトアンドデイ ピーチクパーチク かしましい」でお馴染みのテーマソングは、音曲漫才師の都上英二の作曲、脚本家の大村淳一の作詞で、レコード化もされた。
メンバー間では芸の上の喧嘩が絶えなかった。他の芸人に迷惑が掛かるため、売れっ子であった若手時代から異例のかしまし専用の楽屋や、運転手付の自動車が用意された。ネタ合わせ中にも口論が絶えないので、台本は数度稽古するだけで舞台に掛けていた。しかし姉妹仲そのものが悪い訳ではなく、私生活では三人にマネージャーや歌江の夫（照枝は現在独身、花江の夫は故人）らを加えて、よく卓を囲んでいる。
島田紳助の番組によく出演していた。これは紳助の師匠である島田洋之介・今喜多代と仲がよかったためである。喜多代は歌江と一時期コンビを組んでいた。

## 書籍・CD・DVD・レコード
- 書籍
  - 正司歌江『女やもン！』二見書房〈ダイナミックセラーズ〉、1975年[注釈 2]。1983年に同タイトルでレコード化もされた。
  - 正司歌江『歌江の幸せくるくる心霊喫茶』二見書房〈ダイナミックセラーズ〉、1982年
  - 正司歌江『幸福みえますか』東都書房、1984年
  - 正司歌江『歌江の痩せて若返る本』ロッキー出版, 1986年
  - 正司歌江『正司歌江の地獄極楽かみひとえ』日本放送出版協会〈生活人新書〉、2002年
  - 正司歌江『かしまし人生相談 :夫の始末から人生の後始末まで!』河出書房新社, 2013年
- CD
  - 「澤田隆治が選んだ 爆笑!漫才傑作集(2)」
  - 「歌江草紙 唄の旅」（2010年）歌江が1970年代にローオンレコードで吹き込んだ民謡・俗謡・端唄26曲に、かしまし娘と縁深い都上英二・東喜美江の漫才2題を収録
- DVD
  - 「伝説の昭和上方漫才 松竹名人会」
- レコード
  - かしまし娘歌合戦（1959年9月）
  - アリューシャン小唄／ひなげし小唄（ソノ・シート）‐B面の歌唱は川崎とも子
  - かしまし娘のドンパン節／ホステス小唄（1970年11月）
  - 女やもん!／花はあした咲く（1976年4月）正司歌江ソロ

## 出演

### 映画
- 大阪の女（1958年）
- 浮かれ三度笠（1959年）
- 唄祭ロマンス道中（1960年）
- 大日本コソ泥伝（1964年）
- 大日本ハッタリ伝（1965年）
- 蝶々・雄二の夫婦善哉（1965年）
- スチャラカ社員（1966年）
- 天下の快男児（1966年・松竹)
- 喜劇 駅前満貫（1967年）
- 喜劇 駅前桟橋（1969年）
- 日本女侠伝 侠客芸者（1969年）（花江）
- ズンドコズンドコ全員集合!!（1970年）
- 日本女侠伝 鉄火芸者（1970年）（照枝）
- 座頭市あばれ火祭り（1970年）（歌江）
- 博奕打ち いのち札（1971年）（照枝）
- 座頭市御用旅（1972年）（歌江）
- 強盗放火殺人囚（1975年）（照枝）
- 水戸黄門（1978年）
- 神様のくれた赤ん坊（1979年）（歌江）
- 男はつらいよ 浪花の恋の寅次郎（1981年）（花江・照枝）
- 俺っちのウエディング（1983年）（歌江）
- アイコ十六歳（1983年）（花江）
- 海燕ジョーの奇跡（1984年）（歌江）
- 一枚の写真（1986年）（歌江・花江）
- 姐御（1988年）（歌江）
- どついたるねん（1989年）（照枝）
- 押忍!!空手部（1990年）（歌江）
- 斬殺せよ 切なきもの、それは愛（1990年）（歌江）
- 泣いて笑って涙して　ポコアポコ（1996年）（歌江）
- 岸和田少年愚連隊 BOYS BE AMBITIOUS（1996年）（花江）
- 難波金融伝 ミナミの帝王 破産－金融屋殺し（1999年）（花江）
- 平成金融道 マルヒの女（2000年）（歌江）
- 百合祭（2001年）（歌江）
- 竜二 Forever（2002年）（花江）
- ぷりてぃ・ウーマン（2003年）（照枝）
- 日野日出志のザ・ホラー怪奇劇場 第一夜 地獄小僧（2004年）（花江）
- ホノカアボーイ（2009年）（照枝）
- アンダンテ 〜稲の旋律〜（2010年）（照枝） - 広瀬静子 役
- 毎日かあさん（2011年）（照枝）
- ALWAYS_三丁目の夕日'64（2012年）（照枝）
- ペコロスの母に会いに行く（2013年） （照枝）
- 罪の声（2020年10月30日）（照枝） - 須藤みち 役

### テレビ
- かしましアワー（1959年、OTV）
- ごきげん横丁（1959年 - 1961年、朝日放送）
- みなみの灯（1961年、朝日放送）
- ハイ!次の方（1964年、よみうりテレビ）
- オールスター珍道中（1965年、フジテレビ）
- 新吾十番勝負 第13話「危機一発」（1966年、TBS・松竹テレビ室）- 女中
- 第21回NHK紅白歌合戦（1970年、NHK総合・ラジオ第1）
- 大岡越前 第2部 第10話「下手人は火あぶり」（1971年7月19日、TBS） - タケ（花江）
- 遠山の金さん捕物帳 第67話「世にも気楽な男」（1971年10月17日、NET）- お京（照枝）
- 必殺シリーズ（朝日放送・松竹）
  - 必殺仕置人 第5話「仏の首にナワかけろ」（1973年） - 女郎（照枝）
  - 助け人走る 第1話「女郎大脱走」（1973年） -
  - 新・必殺仕舞人 第10話「喧嘩も楽しい河内音頭」（1982年） - おこの（花江）
  - 新・必殺仕事人 第33話 「主水粗食に我慢する」（1982年） - おしの（歌江）
- 銭形平次（フジテレビ・東映）
  - 第137話「三日だけの子守唄」（1968年） - お勝（照枝）
  - 第554話「銭埋む！百三十五両」（1976年） - お安（照枝）
  - 第572話「むささび小僧」（1977年） - お峰（花江）
  - 第666話 - 第712話　酒肆「わかな」（1979-80年） - おちか（照枝）
  - 第732話「浮かれ男が落ちた罠」（1980年） - （歌江）
  - 第848話「自慢にならぬ初手柄」（1983年）（花江）
- 遠山の金さん 杉良太郎版 第1シリーズ（テレビ朝日・東映）
  - 第82話「三割三分三厘」（1977年）-お虎（花江）
- 風鈴捕物帳 （1978年、テレビ朝日・東映）
- 水戸黄門（TBS・C.A.L）
  - 第3部 第6話「仇討ち姉弟 -藤枝- 」（1972年1月3日） - 木賃宿の女中（花江）
  - 第6部 第9話「偽黄門さまの助太刀 -福岡-」（1975年5月26日） - 巴屋の女中（照枝）
  - 第9部
    - 第2話「死を賭けた武士道 -いわき-」（1978年8月14日） - 武田屋の女中（花江）
    - 第7話「裁かれたジャジャ馬姫 -盛岡-」（1978年9月18日） - めし屋の女中（照枝）

  - 第15部 第30話「男度胸の木曾節仁義 -木曽福島-」（1995年3月6日） - おたみ（歌江）
  - 第23部 第30話「世直し剣が悪を斬る -今治-」（1995年3月6日） - おかね（照枝）
  - 第28部 第3話「箱根の山で敵討ち -箱根-」（2000年3月20日） - 三国屋おかじ（照枝）
- 江戸を斬る シリーズ（TBS・C.A.L）
  - 江戸を斬るII 第11話「二人鼠小僧」（1976年） - おかん（歌江）、お六（照枝）、おくに（花江）
  - 江戸を斬るIII 第10話「恐怖の辻斬り」（1977年） - 長屋の女房（歌江）
  - 江戸を斬るV 第20話「母恋しぐれ」（1980年） - お徳（歌江）
- 夫婦旅日記 さらば浪人 第11話「おっかさん一筆啓上」（1976年、フジテレビ）（照枝、花江）
- 桃太郎侍（1976-81年、日本テレビ）
  - 第28話「泣き笑い千両くじ」 - お花（花江）
  - 第32話「幼なじみにご用心!」- おふう（照枝）
- 大江戸捜査網 第3シリーズ 第257話「白州に咲いた母子草」（12ch→TX、1978年） （歌江）
- 連続テレビ小説（NHK）
  - 鮎のうた（1979年）（照枝）
  - だんだん（2008年）－主人公・めぐみがボランティアをする老人ホーム「琥珀苑」の住居人の一人・須賀小百合役　7週からの出演（花江）
  - カーネーション（2011年） - 小原ハル 役（照枝）
  - おちょやん（2020年） - 小林ウメ 役（花江）
- 雪姫隠密道中記 第3話「狸の又平 槍の仇討 - 唐津 -」（1980年、毎日放送） - おきん（照枝）
- 裸の大将放浪記（関西テレビ・東阪企画）
  - 第8話「ヨメ子が嫁になりたがるので」（1982年） - 妊婦（花江）
  - 第52話「母子くんち太鼓」（1992年） - 時枝（花江）
- 壬生の恋歌（1983年、NHK総合）- 志乃 役（花江）
- 新・なにわの源蔵事件帳 第5話「艶女衣裳競べ」（1983年、NHK総合）（花江）
- 神戸っ子純情（1983年10月22日、毎日放送）（花江）
- 長七郎江戸日記 第1シリーズ 第10話「風流手まり唄」（1983年12月、日本テレビ）- おかね（花江）
- 傑作時代劇「江戸の青春　熱血侍に究極の妻出現」（1985年9月3日、テレビ朝日）- おたか（花江）
- 深夜にようこそ（1986年、TBS） - パン屋のおばさん(花江)
- 名奉行 遠山の金さん 第1シリーズ 第4話「標的は純情くノ一」（1988年、テレビ朝日・東映） - キン(花江)
- 北の国から、89帰郷(1989年、フジテレビ)　- 勇次の伯母役
- 暴れん坊将軍 シリーズ（テレビ朝日・東映）
  - 暴れん坊将軍II 第113話「花の吉原 人質新さん!」（1985年） - お蔦（歌江）
  - 暴れん坊将軍III 第70話「青き勾玉の秘密」（1989年） - おふさ（照枝）
- 鬼平犯科帳（フジテレビ・松竹）
  - 第3シリーズ 第7話「谷中いろは茶屋」（1992年2月5日） - お徳（花江）
  - 第6シリーズ 第11話「五月闇」（1995年11月1日） - おとら（照枝）
- 新・三匹が斬る! 第11話「女一匹、わたしゃ闇の逃がし屋稼業」（1992年、テレビ朝日・東映） - お梅（花江）
- チンチン電車（1993年9月15日、NHK総合）（花江）
- はぐれ刑事純情派（テレビ朝日・東映）
  - 第6シリーズ 第17話「貢いで捨てられた女・殺意の重奏」 （1993年）- 副島たえ子（花江）
  - 第8シリーズ 第8話「張込み お化け屋敷の女!?」（1995年）- 片山時枝（照枝）
  - 第13シリーズ 第25話「津軽海峡､さいはての母！息子は殺人犯!? 東京-青森-龍飛岬､犬だけが真実を知っていた…」（2000年）- サダ（照枝）
  - 第15シリーズ 第21話「嫁VS姑､大バトル!チョコレートうどんを食べる女」（2002年）- 大槻弥栄
- 小京都ミステリー 第15作「大和路くみひも殺人事件」（1995年、日本テレビ）- アパート大家（照枝）
- ドラマ30
  - ふ〜ふ生活（1996年、CBC） - 潔の母（照枝）
- 南町奉行事件帖 怒れ!求馬II 第2話「泣きぼくろの女」（1999年、TBS/C.A.L.） - お粂（照枝）
- 税務調査官・窓際太郎の事件簿 第16作 「尾張名古屋に人情の涙…盗聴殺人に隠された真相…知りすぎた美人記者を狙う権力の罠」（2007年、TBS） - 桑田綾子（照枝）
- 月曜ゴールデンおふくろ先生のゆうばり診療日記2（2009年6月8日、TBS）（照枝）
- 経済ドキュメンタリードラマ ルビコンの決断（2009年8月20日、テレビ東京）（照枝）
- 京都地検の女 第6シリーズ（2010年11月11日、テレビ朝日・東映）
- 春のヒューマンドラマSP・奇跡のホスピス〜（2012年3月28日、毎日放送） - 三上房江 役（照枝）
- パナソニックドラマシアター「浪花少年探偵団」第5話（2012年7月30日、TBS） - 藤野ツル子 役（照枝）
- 陸王（2017年、TBS） - 西井 富久子役（照枝）
- 高嶺の花（2018年、日本テレビ） - 使用人・金（照枝）、使用人・銀（花江）
- ブラックペアン シーズン2 第3話（2024年7月21日、TBS） - 梶谷年子（花江）

### ドキュメンタリー
- 新日本紀行「最初のニュータウン 〜大阪・千里〜」（1979年12月19日、NHK総合） - 自身も千里ニュータウンの住民である照枝がレポーターをつとめた[6]。
- よみがえる新日本紀行「最初のニュータウン 〜大阪・千里〜」（2023年11月18日、NHK BSプレミアム） - 4Kリマスター版。再放送にあたっての新録シーンでは44年ぶりに再び照枝がレポーターをつとめたほか、近所に住む花江も出演した[6]。

### ラジオ番組
- 歌謡曲でいこう（朝日放送ラジオ）

### CM
- 徳島製粉「金ちゃんラーメン」（1968-1970年）

### 舞台
- やかましい人々（2008年）
- さくら色　オカンの嫁入り（2010年、2013年）（花江）
- おかあちゃん 〜コシノアヤコ物語〜（2014年）（照枝）
- 喜劇「極楽町一丁目 -嫁姑千年戦争-」（2016年、シアター1010 ほか） - 秀子 役 （花江）[7]
- ザ・デイサービス・ショウ It's Only Rock'n Roll（2016年10月 - 12月、志木市民会館パルシティ ほか） - 林田ヨネ（リンダ） 役（花江）[8]